# マルチン・ゲルリッツエン・フリース
マルチン・ゲルリッツエン・フリース（マールテン・ヘリッツゾーン・デ・フリース、Maerten Gerritsz. de Vries、1589年 2月18日 - 1647年）は、オランダ、ハルリンゲン出身の地理学者、航海士・探検家。オランダ東インド会社所属。

## 人物・事績

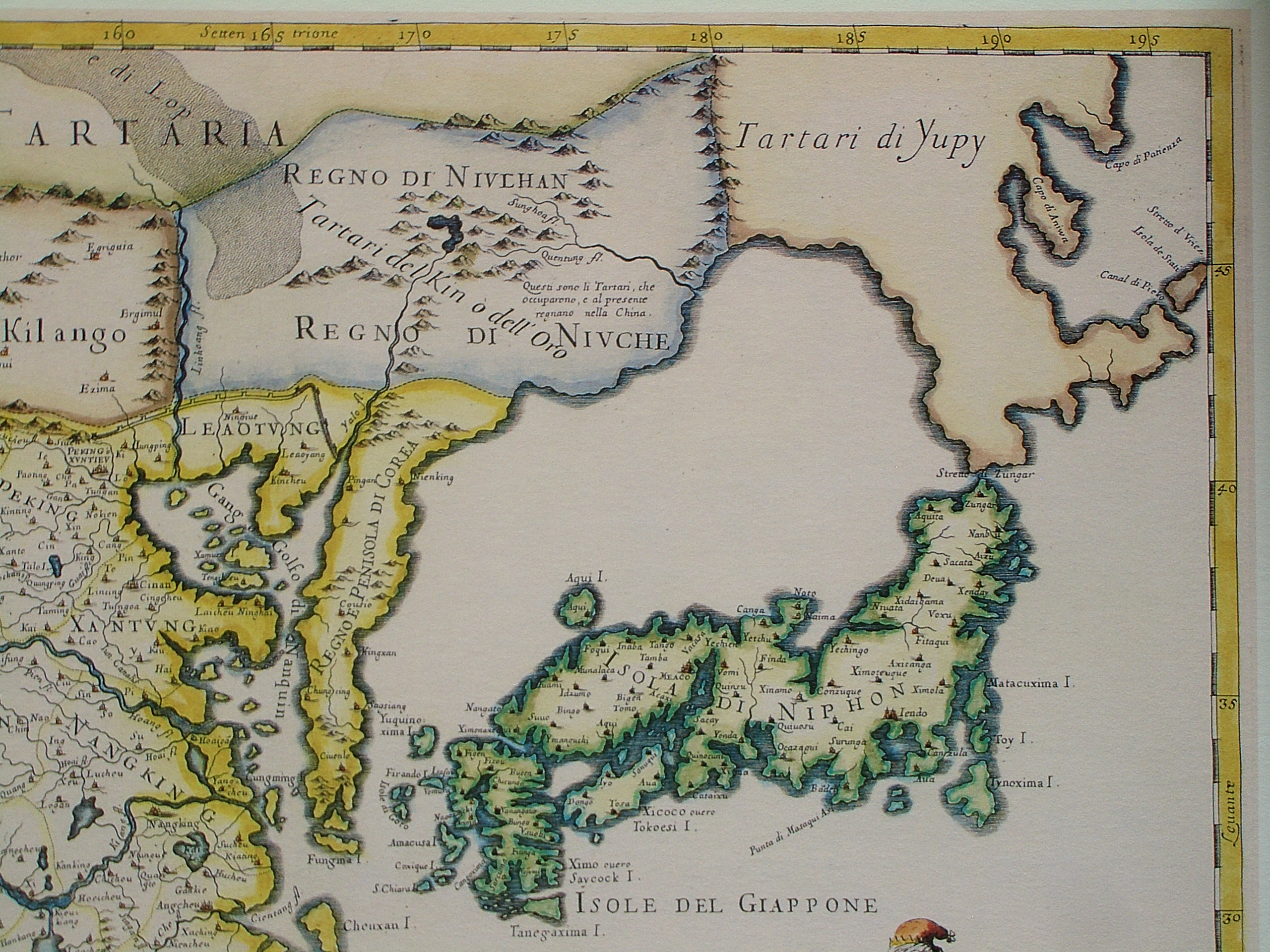
1682年にイタリアで作成された日本付近の地図。フリースの報告に基づいている。
----
地図上でIsola di Statiとあるのは択捉島。フリースは海霧のため根室海峡を確認できず国後島は蝦夷地と繋がっている。また宗谷海峡および間宮海峡も発見できなかったため、蝦夷地と樺太がアジア大陸の一部として記載されている。

1643年、東インド総督アントニオ・ヴァン・ディーメンの命を受け、中国北方にあると信じられていた「カタイヤ王国」、及び、日本の東方沖にあるとされた金銀島捜索のために結成された第2回太平洋探検隊の司令官としてカストリクム号に乗船、僚船ブレスケンス号（指揮官：ヘンドリック・コルネリスゾーン・スハープ）とともに同年2月、バタビアを出航。5月に房総半島沖で暴風雨に遭遇し、ブレスケンス号を見失しなったが、単独で太平洋を北上し、樺太東方沖の北緯48度54分まで達した。その後、千島列島ではアイヌと交流し、択捉島と得撫島を発見、それぞれスターテン・ラント（オランダ国の土地）とコンパニース・ラント（オランダ東インド会社の土地）と命名して領土宣言をしている。
1643年8月15日、蝦夷地（現在の北海道）の厚岸に寄港し、9月2日までの18日間の滞在記録がオランダ国立総合公文書館に保管されている。記録にはノイアサックというエカシ（アイヌの長老）の元で暮らすアイヌの生活とカキに代表される豊かな山海の幸に恵まれた厚岸の自然が記され、湾内などを測量。和人の交易船に遭遇、藩主手舟、上乗役小山五兵衛に出会っている。　
ブレスケンス号は，盛岡藩領（現在の岩手県山田町）に上陸し、捕縛された。乗組員らは、しばらく後に釈放されたが、オランダの対応に対して幕府が満足せず、完全に解決を見たのは1650年（慶安3年）になってからであった。
日本近海における金銀島探索は、1612年のスペインのビスカイノ、1639年のオランダのクワストとアベル・タスマン以来3度目であるが、ヨーロッパ人による日本北方の航海はフリースが最初の例となる。また、奥州から蝦夷地、千島列島、樺太にかけての沿岸の実測地図を制作しているが、濃霧のために宗谷半島方面についての探索を断念したために宗谷海峡を発見できず、蝦夷地と樺太を同一の島と見誤っている。